# 周末颂歌
《周末颂歌》（英語：Hymn for the Weekend）是英国摇滚组合酷玩乐队演唱的歌曲，并包括美国女歌手碧昂丝未注名的客串和声。歌曲于2016年1月25日发行，作为他们第七张录音室专辑《A Head Full of Dreams》（2015年）的第二首单曲。《周末颂歌》由酷玩乐队作词作曲，并由里克·辛普森、Stargate、Digital Divide以及艾维奇进行制作。
《周末颂歌》在英国单曲排行榜上排名第6，在瑞士、爱尔兰、法国、瑞典、奥地利、比利时、意大利和西班牙等国家中也都排名前20。SeeB的混音版在美国《公告牌》百强单曲榜排名第25。这首歌的音乐视频于2016年1月29日发布，酷玩乐队在印度多个城市进行了拍摄，碧昂斯和印度宝莱坞女星索娜姆·卡浦尔（Sonam Kapoor）在影片中客串出演。

## 背景
这首歌于2015年11月30日在安妮·麦克（Annie Mac）的BBC广播节目中首次亮相，当歌曲播放后，酷玩乐队的贝斯手盖伊·贝里曼（Guy Berryman）拨通了电话并谈论了版税。根据贝里曼所说，乐队首席歌手克里斯·马丁（Chris Martin）最初希望这首歌成为一首派对歌曲，歌词为“Drinks on me, drinks on me”，但其他人认为不太适合歌迷，马丁邀请了挚友碧昂丝演唱这首歌，碧昂丝接受了邀请。
马丁在接受《华尔街日报》采访时，证实了贝里曼所说关于乐队不同意他演唱“Drinks on me, drinks on me”一事，据马丁说，最初的想法是他“听了佛罗·里达及其他人的歌”，他想，“很遗憾酷玩乐队永远不会有如《Turn Down for What》这种关于深夜俱乐部的歌。我想有一首叫做《Drinks on Me》的歌，你坐在俱乐部里给每个人买酒，这太他妈酷了，”马丁回忆道。“当‘Drinks on me, drinks on me’的旋律响起时，我一直在笑，然后剩下的歌就写成了。我把它听给其他成员，他们说‘我们喜欢这首歌，但你不能唱“Drinks on me”。’所以歌词就变成了‘Drink from me’以及‘在生活中有一个天使般的人’这一想法，后来我就邀请了碧昂丝进行献唱。”

## 作曲
《周末颂歌》用C小调谱写，歌曲为
拍号以及每分钟90拍的中等节奏。

## 评价
《公告牌》的乔迪·罗森（Jody Rosen）称《周末颂歌》为“专辑中最古怪的歌曲”，《每日电讯报》记者海伦·布朗（Helen Brown）写道：“碧昂丝在‘周末颂歌’中的表现更为突出，她把自己厚重的和声和严肃的铜管部分带到了一个活泼的独立R&B之旅中，该旅行如天堂般大张旗鼓地开场，马丁则由假声自然地转到了更粗犷的原声。”《波士顿环球报》记者莎拉·罗德曼（Sarah Rodman）写道”......正是有了第三首歌曲即‘周末颂歌’，专辑才真正在天使合唱团（包括碧昂丝）的翅膀下升空，一架夸张的钢琴，以及一首欢快、略带时髦的歌曲，让马丁畅快淋漓。”
在毁誉参半的评论中，Idolator的卡尔·威利奥特（Carl Williot）写道：“碧昂丝协助的《周末颂歌》几乎等同于（整个专辑的）魅力，但它缺乏《Princess of China》的戏剧性”，并补充道，作为一首碧昂丝伴唱的歌曲，“你会期待一个无比精彩的时刻。”他总结道：“这些家伙听起来像是一群傻瓜在大摇大摆地参加俱乐部活动，像一个醉酒的父亲在婚礼上跳说唱舞。”

## 音乐视频
根据《印度时报》报道，视频拍摄于2015年10月，在沃里村、孟买以及加尔各答，视频开头和中间出现的城堡是位于孟买瓦赛的巴塞因城堡（又称圣塞巴斯蒂安城堡）。该视频也在著名的马拉塔·曼迪尔（Maratha Mandir）剧院进行了拍摄，该剧院曾连续22年上映电影《勇夺芳心》。视频以印度胡里节为主题，由本·莫尔（Ben Mor）拍摄并于2016年1月29日发布。碧昂丝和印度女演员索娜姆·卡浦尔在视频中客串出演。
截至2020年6月，视频在YouTube上的观看次数已超过13亿，成为酷玩乐队观看次数最多的音乐视频；在以他们为主角的音乐视频中，《周末颂歌》的浏览量位居第二，仅次于烟鬼组合《Something Just Like This》歌词视频18亿的观看次数。

## 其他媒体
2016年11月22日，《周末颂歌》作为音乐电子游戏《摇滚乐队4》的可下载内容提供售卖。

## 现场表演
2016年2月24日，酷玩乐队在2016年全英音乐奖中首次演唱了《周末颂歌》。

## 曲目列表
| 数字音乐下载 | 数字音乐下载         | 数字音乐下载 |
| 曲序         | 曲目                 | 时长         |
| ------------ | -------------------- | ------------ |
| 1.           | Hymn for the Weekend | 4:18         |

| 数字音乐下载（电台剪辑版） | 数字音乐下载（电台剪辑版）         | 数字音乐下载（电台剪辑版） |
| 曲序                       | 曲目                               | 时长                       |
| -------------------------- | ---------------------------------- | -------------------------- |
| 1.                         | Hymn for the Weekend（Radio Edit） | 4:00                       |

| 数字音乐下载（SeeB混音版） | 数字音乐下载（SeeB混音版）         | 数字音乐下载（SeeB混音版） |
| 曲序                       | 曲目                               | 时长                       |
| -------------------------- | ---------------------------------- | -------------------------- |
| 1.                         | Hymn for the Weekend（SeeB Remix） | 3:32                       |

| 仅限YouTube（艾伦·沃克混音版） | 仅限YouTube（艾伦·沃克混音版）            | 仅限YouTube（艾伦·沃克混音版） |
| 曲序                           | 曲目                                      | 时长                           |
| ------------------------------ | ----------------------------------------- | ------------------------------ |
| 1.                             | Hymn for the Weekend（Alan Walker Remix） | 3:50                           |

## 制作人员
制作人员收录自《A Head Full of Dreams》的唱片内页说明。
Coldplay
- 蓋·貝瑞曼 – 低音吉他
- 強尼·邦藍 – 电吉他
- 威爾·查恩 – 鼓，鼓垫，打击乐器，人声
- 克里斯·馬汀 – 主音，钢琴，原声吉他

其他音乐人
- 艾维奇 – 额外设计
- Regiment Horns – 铜管
- 碧昂丝 – 人声

## 榜单
| 榜单（2016年）                       | 最高排名 |
| ------------------------------------ | -------- |
| 阿根廷（拉美监控）                   | 12       |
| 澳大利亚（澳大利亚唱片业协会單曲榜） | 24       |
| 奥地利（Ö3四十强单曲榜）             | 10       |
| 比利时佛兰德（Ultratop五十强单曲榜） | 5        |
| 比利时瓦隆（Ultratop五十强单曲榜）   | 2        |
| 加拿大（Canadian Hot 100）           | 32       |
| 捷克（電台百強單曲榜）               | 17       |
| 捷克（百強數位單曲榜）               | 2        |
| 丹麥（Hitlisten单曲榜）              | 20       |
| 厄瓜多尔（国家报表）                 | 13       |
| 芬兰（芬蘭官方單曲榜）               | 15       |
| 法国（法國唱片出版業公會單曲榜）     | 3        |
| 11                                   |          |
| 希腊（《公告牌》数字歌曲榜）         | 3        |
| 匈牙利（四十强电台榜）               | 34       |
| 匈牙利（四十強單曲榜）               | 4        |
| 冰岛（冰岛国家广播公司）             | 1        |
| 愛爾蘭（愛爾蘭唱片音樂協會单曲榜）   | 7        |
| 以色列（媒体森林电台榜）             | 1        |
| 意大利（意大利音乐产业联盟单曲榜）   | 2        |
| 黎巴嫩（黎巴嫩二十强榜）             | 1        |
| 荷兰（荷蘭四十強單曲榜）             | 11       |
| 荷兰（百强单曲榜）                   | 18       |
| 新西兰（新西兰唱片音乐协会）         | 3        |
| 挪威（世道單曲榜）                   | 13       |
| 波蘭（波蘭百大電台榜）               | 1        |
| 葡萄牙（葡萄牙唱片業協會单曲榜）     | 9        |
| 俄罗斯（Tophit电台榜）               | 2        |
| 蘇格蘭（官方榜单公司單曲榜）         | 4        |
| 斯洛伐克（電台百強單曲榜）           | 1        |
| 斯洛伐克（百強數位單曲榜）           | 6        |
| 斯洛文尼亚（SloTop50）               | 10       |
| 南非（非洲娛樂監測单曲榜）           | 3        |
| 西班牙（西班牙音樂製作協會）         | 5        |
| 瑞典（瑞典最熱榜）                   | 2        |
| 瑞士（瑞士热门音乐榜）               | 7        |
| 英國（官方榜单公司單曲榜）           | 6        |
| 美国（《告示牌》百大單曲榜）         | 25       |
| 美國（《告示牌》成人當代單曲榜）     | 19       |
| 美國（《告示牌》Adult Pop Airplay）  | 6        |
| 美國（《告示牌》Dance Club Songs）   | 3        |
| 美國（《告示牌》Hot Rock Songs）     | 4        |
| 美國（《告示牌》Pop Airplay）        | 18       |
| 美國（《告示牌》Rock Airplay）       | 11       |

| 榜单（2016年）                       | 排名 |
| ------------------------------------ | ---- |
| 阿根廷（拉美监控）                   | 26   |
| 澳大利亚（澳大利亚唱片业协会单曲榜） | 79   |
| 奥地利（Ö3四十强单曲榜）             | 23   |
| 比利时佛兰德（Ultratop五十强单曲榜） | 24   |
| 比利时瓦隆（Ultratop五十强单曲榜）   | 3    |
| 巴西（巴西百强榜）                   | 66   |
| 独联体（Tophit电台榜）               | 10   |
| 丹麦（Tracklisten）                  | 30   |
| 法国                                 | 12   |
| 德国（官方德国榜单）                 | 28   |
| 匈牙利（四十强电台榜）               | 74   |
| 匈牙利（四十强单曲榜）               | 15   |
| 以色列（媒体森林）                   | 2    |
| 意大利（意大利音乐产业联盟）         | 4    |
| 荷兰（荷兰40强单曲榜）               | 51   |
| 荷兰（百强单曲榜）                   | 20   |
| 波兰（波兰百强电台榜）               | 2    |
| 俄罗斯（Tophit电台榜）               | 6    |
| 西班牙（西班牙音乐制作协会）         | 11   |
| 瑞典（瑞典最热榜）                   | 9    |
| 瑞士（瑞士热门音乐榜）               | 8    |
| 乌克兰（Tophit电台榜）               | 61   |
| 英国（官方榜单公司单曲榜）           | 21   |
| 美国（《告示牌》百强单曲榜）         | 73   |
| 美国（《告示牌》成人四十强单曲榜）   | 26   |
| 美国（《告示牌》热门摇滚歌曲榜）     | 7    |
| 榜单（2017年）                       | 排名 |
| 法国（法国唱片出版业公会单曲榜）     | 159  |
| 瑞士（瑞士热门音乐榜）               | 97   |
| 美国（《告示牌》热门摇滚歌曲榜）     | 36   |

## 认证
| 地區                                                       | 认证    | 认证单位/销量 |
| ---------------------------------------------------------- | ------- | ------------- |
| 澳大利亚（澳大利亚唱片业协会）                             | 白金    | 70,000‡       |
| 奥地利（國際唱片業協會奧地利分會）                         | 金      | 15,000‡       |
| 比利时（比利時唱片音樂協會）                               | 白金    | 30,000‡       |
| 加拿大（加拿大音乐协会）                                   | 3× 白金 | 240,000‡      |
| 丹麦（國際唱片業協會丹麥分會）                             | 2× 白金 | 180,000‡      |
| 德国（聯邦音樂產業協會）                                   | 白金    | 400,000‡      |
| 意大利（意大利音乐产业联盟）                               | 8× 白金 | 400,000‡      |
| 新西兰（新西兰唱片音乐协会）                               | 金      | 7,500*        |
| 波兰（波蘭音像製造商協會）                                 | 钻石    | 100,000‡      |
| 西班牙（西班牙音樂製作協會）                               | 3× 白金 | 120,000‡      |
| 瑞典（瑞典唱片業協會）                                     | 白金    | 40,000‡       |
| 瑞士（國際唱片業協會瑞士分会）                             | 2× 白金 | 60,000‡       |
| 英国（英国唱片业协会）                                     | 2× 白金 | 1,350,000     |
| 美国（美國唱片業協會）                                     | 3× 白金 | 3,000,000‡    |
| *僅含認證的實際銷量 ^僅含認證的出貨量 ‡僅含認證的+實際銷量 |         |               |

## 发行历史
| 国家   | 日期       | 格式         | 版本       | 唱片公司       | 参考    |
| ------ | ---------- | ------------ | ---------- | -------------- | ------- |
| 意大利 | 2016-02-05 | 当代流行电台 | 原版       | 华纳音乐集团   | [ 106 ] |
| 全球   | 2016-01-25 | 数字音乐下载 | SeeB混音版 | 帕洛风唱片公司 | [ 17 ]  |
| 美国   | 2016-04-26 | 当代流行电台 | 原版       | 大西洋唱片     | [ 107 ] |